# Chrysolina coerulans
Chrysolina coerulans es un coleóptero de la familia Chrysomelidae.
Fue descrita científicamente por primera vez en 1827 por Gyllenhal.